# Fase final de la Liga de Naciones de la UEFA 2018-19
La fase final de la Liga de Naciones de la UEFA 2018-19 fue el torneo final de la temporada 2018-19 de la Liga de Naciones de la UEFA, edición inaugural de la competición internacional de fútbol en la que participaron los equipos nacionales masculinos de las 55 asociaciones miembro de la UEFA. El torneo se disputó del 5 al 9 de junio de 2019 en Portugal, y fue disputado por las cuatro selecciones líderes de cada grupo de la Liga A. Consistió de dos semifinales, un partido por el tercer lugar y una final para determinar al campeón inaugural de la Liga de Naciones de la UEFA.
El campeón fue Portugal, que venció en la final a Países Bajos por 1 a 0, convirtiéndose en el primer campeón de la competición.

## Formato
La Final Four de la Liga de Naciones se llevó a cabo en junio de 2019 y se jugó en un formato eliminatorio, que consistió en semifinales, el partido por el tercer lugar y la final. Los emparejamientos de semifinales se determinaron mediante un sorteo abierto. El sorteo se llevó en cabo el 3 de diciembre de 2018, a primera hora de la tarde en el Hotel Shelbourne en Dublín, República de Irlanda. La selección ganadora en la final fue coronada como la campeona inaugural de la Liga de Naciones de la UEFA.
El torneo se llevó a cabo durante cinco días, con la primera semifinal (que contó con el equipo anfitrión) el 5 de junio, la segunda semifinal el 6 de junio, la tercera eliminatoria y la final el 9 de junio. Todos los partidos en el torneo utilizaron el sistema de detección automática de goles.
La Final Four de la Liga de Naciones se jugó en eliminatorias de un solo partido. Si había un resultado de empate al final del tiempo regular, se jugaban 30 minutos de tiempo extra, donde a cada equipo se le permitió hacer una cuarta sustitución. Si el empate persistía, el ganador se determinaba mediante tiros desde el punto penal.

## Equipos clasificados
Los cuatro ganadores de la Liga A clasificaron para la Final Four de la Liga de las Naciones.
| Grupo | Equipo       | Fecha de clasificación  | Posición FIFA abril de 2019 |
| ----- | ------------ | ----------------------- | --------------------------- |
| A1    | Países Bajos | 19 de noviembre de 2018 | 16                          |
| A2    | Suiza        | 18 de noviembre de 2018 | 8                           |
| A3    | Portugal     | 17 de noviembre de 2018 | 7                           |
| A4    | Inglaterra   | 18 de noviembre de 2018 | 4                           |

## Selección del anfitrión
El Comité Ejecutivo de la UEFA seleccionó el país anfitrión entre uno de los participantes de la Final Four de la Liga de las Naciones el 3 de diciembre de 2018. La Final Four se celebraría en dos estadios, cada uno con una capacidad de al menos 30.000 espectadores. Idealmente, los estadios debían estar ubicados en la misma ciudad anfitriona o con una distancia de hasta 150 km aproximadamente. Los lugares fueron confirmados junto con la presentación de los expedientes de la oferta.
El 9 de marzo de 2018, la UEFA anunció que Italia, Polonia y Portugal expresaron interés en hacer una oferta antes de la fecha límite. La fecha límite para presentar sus expedientes era el 31 de agosto de 2018. Como las tres asociaciones forman el Grupo 3, el ganador del grupo fue nombrado anfitrión, siempre que las asociaciones que presenten ofertas cumplan los requisitos de la UEFA.

## Sedes
La Federación portuguesa selecciono el Estadio do Dragão en Porto y el Estadio D. Afonso Henriques en Guimarães como sedes de la Fase final.
| Porto Guimarães | Porto                       |
| --------------- | --------------------------- |
| Porto Guimarães | Estadio do Dragão           |
| Porto Guimarães | Capacidad: 50,033           |
| Porto Guimarães |                             |
| Porto Guimarães | Guimarães                   |
| Porto Guimarães | Estadio D. Afonso Henriques |
| Porto Guimarães | Capacidad: 30,000           |
| Porto Guimarães |                             |

## Cuadro
|  | Semifinales          | Semifinales |              |          | Final           | Final        |  |
|  |                      |             |              |          |                 |              |  |
|  |                      |             |              |          |                 |              |  |
|  | Portugal             | 3           |              |          |                 |              |  |
|  | Portugal             | 3           |              |          |                 |              |  |
|  | Suiza                | 1           |              |          |                 |              |  |
|  | Suiza                | 1           |              | Portugal | 1               |              |  |
|  |                      |             |              | Portugal | 1               |              |  |
|  |                      |             | Países Bajos | 0        |                 |              |  |
|  | Países Bajos (t. s.) | 3           | Países Bajos | 0        |                 |              |  |
|  | Países Bajos (t. s.) | 3           |              |          |                 |              |  |
|  | Inglaterra           | 1           |              |          | Tercer lugar    | Tercer lugar |  |
|  | Inglaterra           | 1           |              |          | Tercer lugar    | Tercer lugar |  |
|  |                      |             |              |          |                 |              |  |
|  |                      |             |              |          | Suiza           | 0 (5)        |  |
|  |                      |             |              |          | Suiza           | 0 (5)        |  |
|  |                      |             |              |          | Inglaterra (p.) | 0 (6)        |  |
|  |                      |             |              |          | Inglaterra (p.) | 0 (6)        |  |
|  |                      |             |              |          |                 |              |  |

### Semifinales

#### Portugal - Suiza
| 5 de junio de 2019, 20:45 | Portugal            | 3:1 (1:0) | Suiza         | Estadio do Dragão, Oporto                               |                                                         |
|                           | Ronaldo 25' 88' 90' | Reporte   | 57' Rodríguez | Asistencia: 42 415 espectadores Árbitro(s): Felix Brych | Asistencia: 42 415 espectadores Árbitro(s): Felix Brych |

| Portugal | Suiza |

| POR             | 1  | Rui Patrício      |  |        |
| DEF             | 20 | Nélson Semedo     |  |        |
| DEF             | 3  | Pepe              |  | 63'    |
| DEF             | 4  | Rúben Dias        |  |        |
| DEF             | 5  | Raphaël Guerreiro |  |        |
| MED             | 16 | Bruno Fernandes   |  | 90'+1' |
| MED             | 14 | William Carvalho  |  |        |
| MED             | 18 | Rúben Neves       |  |        |
| MED             | 10 | Bernardo Silva    |  |        |
| DEL             | 23 | João Félix        |  | 70'    |
| DEL             | 7  | Cristiano Ronaldo |  |        |
| Cambios:        |    |                   |  |        |
| DEF             | 6  | José Fonte        |  | 63'    |
| DEL             | 12 | Gonçalo Guedes    |  | 70'    |
| MED             | 17 | João Moutinho     |  | 90'+1' |
| Entrenador:     |    |                   |  |        |
| Fernando Santos |    |                   |  |        |

| POR               | 1  | Yann Sommer         |     |     |
| DEF               | 2  | Kevin Mbabu         |     |     |
| DEF               | 22 | Fabian Schär        | 68' |     |
| DEF               | 5  | Manuel Akanji       |     |     |
| DEF               | 13 | Ricardo Rodríguez   |     |     |
| MED               | 17 | Denis Zakaria       |     | 71' |
| MED               | 10 | Granit Xhaka        | 66' |     |
| MED               | 8  | Remo Freuler        |     | 89' |
| MED               | 14 | Steven Zuber        |     | 83' |
| DEL               | 23 | Xherdan Shaqiri     | 85' |     |
| DEL               | 9  | Haris Seferović     |     |     |
| Cambios:          |    |                     |     |     |
| MED               | 20 | Edimilson Fernandes |     | 71' |
| DEL               | 11 | Renato Steffen      |     | 83' |
| DEL               | 19 | Josip Drmić         |     | 89' |
| Entrenador:       |    |                     |     |     |
| Vladimir Petković |    |                     |     |     |

| Jugador del partido: Cristiano Ronaldo Árbitros asistentes: Mark Borsch Stefan Lupp Cuarto árbitro: Viktor Kassai Árbitro asistente de video: Christian Dingert Árbitros asistentes del árbitro asistente de video: Tobias Stieler |

#### Países Bajos - Inglaterra
| 6 de junio de 2019, 20:45 | Países Bajos                           | 3:1 (1:1, 2:0) (t. s.) | Inglaterra   | Estadio Dom Afonso Henriques, Guimarães                    |                                                            |
|                           | De Ligt 73' · Walker 97' · Promes 114' | Reporte                | 32' Rashford | Asistencia: 25 711 espectadores Árbitro(s): Clément Turpin | Asistencia: 25 711 espectadores Árbitro(s): Clément Turpin |

|  |  |

| POR           | 1  | Jasper Cillessen    |      |      |
| DEF           | 22 | Denzel Dumfries     | 45'  |      |
| DEF           | 3  | Matthijs de Ligt    | 30'  |      |
| DEF           | 4  | Virgil van Dijk     |      |      |
| DEF           | 17 | Daley Blind         |      |      |
| MED           | 15 | Marten de Roon      |      | 68'  |
| MED           | 21 | Frenkie de Jong     |      | 114' |
| MED           | 8  | Georginio Wijnaldum |      |      |
| DEL           | 7  | Steven Bergwijn     |      | 91'  |
| DEL           | 10 | Memphis Depay       |      |      |
| DEL           | 9  | Ryan Babel          |      | 68'  |
| Cambios:      |    |                     |      |      |
| DEL           | 11 | Quincy Promes       |      | 68'  |
| MED           | 20 | Donny van de Beek   | 106' | 68'  |
| MED           | 6  | Davy Pröpper        |      | 91'  |
| MED           | 16 | Kevin Strootman     |      | 114' |
| Entrenador:   |    |                     |      |      |
| Ronald Koeman |    |                     |      |      |

| POR              | 1  | Jordan Pickford  |     |      |
| DEF              | 2  | Kyle Walker      |     |      |
| DEF              | 5  | John Stones      |     |      |
| DEF              | 6  | Harry Maguire    |     |      |
| DEF              | 14 | Ben Chilwell     |     |      |
| MED              | 16 | Declan Rice      |     | 106' |
| MED              | 17 | Fabian Delph     |     | 77'  |
| MED              | 18 | Ross Barkley     |     |      |
| DEL              | 11 | Jadon Sancho     |     | 61'  |
| DEL              | 10 | Raheem Sterling  |     |      |
| DEL              | 19 | Marcus Rashford  |     | 46'  |
| Cambios:         |    |                  |     |      |
| DEL              | 9  | Harry Kane       | 70' | 46'  |
| MED              | 7  | Jesse Lingard    |     | 61'  |
| MED              | 8  | Jordan Henderson |     | 77'  |
| MED              | 20 | Dele Alli        |     | 106' |
| Entrenador:      |    |                  |     |      |
| Gareth Southgate |    |                  |     |      |

| Jugador del partido: Frenkie de Jong Árbitros asistentes: Nicolas Danos Cyril Gringore Cuarto árbitro: Anastasios Sidiropoulos Árbitro asistente de video: François Letexier Árbitros asistentes del árbitro asistente de video: Nicolas Rainville |

### Tercer lugar
| 9 de junio de 2019, 15:00 | Suiza                                          | 0:0 (5:6 p.)               | Inglaterra                                              | Estadio Dom Afonso Henriques, Guimarães                    |                                                            |
|                           |                                                | Reporte                    |                                                         | Asistencia: 15 742 espectadores Árbitro(s): Ovidiu Hațegan | Asistencia: 15 742 espectadores Árbitro(s): Ovidiu Hațegan |
|                           |                                                | Tiros desde el punto penal |                                                         |                                                            |                                                            |
|                           | Zuber · Xhaka · Akanji · Mbabu · Schär · Drmić |                            | Maguire · Barkley · Sancho · Sterling · Pickford · Dier |                                                            |                                                            |

|  |  |

| POR               | 1  | Yann Sommer         |      |      |
| DEF               | 22 | Fabian Schär        |      |      |
| DEF               | 5  | Manuel Akanji       |      |      |
| DEF               | 4  | Nico Elvedi         |      |      |
| MED               | 2  | Kevin Mbabu         |      |      |
| MED               | 10 | Granit Xhaka        | 116' |      |
| MED               | 8  | Remo Freuler        |      |      |
| MED               | 13 | Ricardo Rodríguez   |      | 87'  |
| DEL               | 23 | Xherdan Shaqiri     |      | 65'  |
| DEL               | 20 | Edimilson Fernandes |      | 61'  |
| DEL               | 9  | Haris Seferović     |      | 113' |
| Cambios:          |    |                     |      |      |
| MED               | 17 | Denis Zakaria       |      | 61'  |
| MED               | 14 | Steven Zuber        |      | 65'  |
| DEL               | 19 | Josip Drmić         |      | 87'  |
| MED               | 7  | Noah Okafor         |      | 113' |
| Entrenador:       |    |                     |      |      |
| Vladimir Petković |    |                     |      |      |

| POR              | 1  | Jordan Pickford        |     |      |
| DEF              | 22 | Trent Alexander-Arnold |     |      |
| DEF              | 12 | Joe Gomez              |     |      |
| DEF              | 6  | Harry Maguire          |     |      |
| DEF              | 3  | Danny Rose             | 23' | 70'  |
| MED              | 4  | Eric Dier              |     |      |
| MED              | 17 | Fabian Delph           |     | 106' |
| MED              | 7  | Jesse Lingard          | 27' | 106' |
| MED              | 20 | Dele Alli              |     |      |
| MED              | 10 | Raheem Sterling        |     |      |
| DEL              | 9  | Harry Kane             |     | 75'  |
| Cambios:         |    |                        |     |      |
| DEF              | 2  | Kyle Walker            |     | 70'  |
| DEL              | 21 | Callum Wilson          |     | 75'  |
| DEL              | 11 | Jadon Sancho           |     | 106' |
| MED              | 18 | Ross Barkley           |     | 106' |
| Entrenador:      |    |                        |     |      |
| Gareth Southgate |    |                        |     |      |

| Jugador del partido: Jordan Pickford Árbitros asistentes: Octavian Șovre Sebastian Gheorghe Cuarto árbitro: Anastasios Sidiropoulos Árbitro asistente de video: Michael Fabbri Árbitros asistentes del árbitro asistente de video: Marco Di Bello |

### Final
| 9 de junio de 2019, 20:45 | Portugal   | 1:0 (0:0) | Países Bajos | Estadio do Dragão, Oporto                                            |                                                                      |
|                           | Guedes 60' | Reporte   |              | Asistencia: 43 199 espectadores Árbitro(s): Alberto Undiano Mallenco | Asistencia: 43 199 espectadores Árbitro(s): Alberto Undiano Mallenco |

|  |  |

| POR             | 1  | Rui Patrício      |  |       |
| DEF             | 20 | Nélson Semedo     |  |       |
| DEF             | 4  | Rúben Dias        |  |       |
| DEF             | 6  | José Fonte        |  |       |
| DEF             | 5  | Raphaël Guerreiro |  |       |
| MED             | 13 | Danilo Pereira    |  |       |
| MED             | 14 | William Carvalho  |  | 90+3' |
| MED             | 16 | Bruno Fernandes   |  | 81'   |
| DEL             | 7  | Cristiano Ronaldo |  |       |
| DEL             | 17 | Gonçalo Guedes    |  | 75'   |
| DEL             | 10 | Bernardo Silva    |  |       |
| Cambios:        |    |                   |  |       |
| MED             | 15 | Rafa Silva        |  | 75'   |
| DEL             | 8  | João Moutinho     |  | 81'   |
| DEL             | 18 | Rúben Neves       |  | 90+3' |
| Entrenador:     |    |                   |  |       |
| Fernando Santos |    |                   |  |       |

| POR           | 1  | Jasper Cillessen    |       |     |
| DEF           | 22 | Denzel Dumfries     | 88'   |     |
| DEF           | 3  | Matthijs de Ligt    |       |     |
| DEF           | 4  | Virgil van Dijk     | 90+1' |     |
| DEF           | 17 | Daley Blind         |       |     |
| MED           | 15 | Marten de Roon      |       | 81' |
| MED           | 21 | Frenkie de Jong     |       |     |
| MED           | 8  | Georginio Wijnaldum |       |     |
| DEL           | 7  | Steven Bergwijn     |       | 60' |
| DEL           | 10 | Memphis Depay       |       |     |
| DEL           | 9  | Ryan Babel          |       | 46' |
| Cambios:      |    |                     |       |     |
| DEL           | 11 | Quincy Promes       |       | 46' |
| DEL           | 20 | Donny van de Beek   |       | 60' |
| DEL           | 19 | Luuk de Jong        |       | 81' |
| Entrenador:   |    |                     |       |     |
| Ronald Koeman |    |                     |       |     |

| Jugador del partido: Rúben Dias Árbitros asistentes: Roberto Alonso Fernández Juan Carlos Yuste Jiménez Cuarto árbitro: Antonio Mateu Lahoz Quinto árbitro: Raúl Cabañero Martínez Árbitro asistente de video: Alejandro Hernández Hernández Árbitros asistentes del árbitro asistente de video: Juan Martínez Munuera | Reglas del partido - 90 minutos. - 30 minutos de tiempo suplementario si fuera necesario. - Tiros desde el punto penal si el resultado siguiera empatado. - Un máximo de 12 jugadores sustitutos. - Máximo de tres cambios, con un cuarto permitido en la prórroga. |

|                              |
| Bandera de Portugal          |
| Campeón Portugal 1.er título |

## Estadísticas
Goleadores
Se marcaron 9 goles en 4 partidos, para una media de 2,25 goles por partido.
| 3 goles - Cristiano Ronaldo | 1 gol - Marcus Rashford - Matthijs de Ligt - Quincy Promes - Gonçalo Guedes - Ricardo Rodríguez | 1 gol en contra - Kyle Walker (contra Países Bajos) |

Asistencias
| 2 asistencias - Memphis Depay - Bernardo Silva | 1 asistencia - Gonçalo Guedes |

## Premios y reconocimientos
Equipo del Torneo
El equipo del torneo fue seleccionado por los observadores técnicos de la UEFA e incluye al menos un jugador de cada uno de los cuatro participantes.
| Portero         | Defensores                                           | Centrocampistas                                     | Delanteros                                       |
| --------------- | ---------------------------------------------------- | --------------------------------------------------- | ------------------------------------------------ |
| Jordan Pickford | Daley Blind Virgil van Dijk Rúben Dias Nélson Semedo | Frenkie de Jong Georginio Wijnaldum Bruno Fernandes | Cristiano Ronaldo Bernardo Silva Xherdan Shaqiri |

Equipo del torneo FedEx Performance Zone
La UEFA también anunció un equipo del torneo basado en la clasificación de jugadores de FedEx Performance Zone.
| Portero         | Defensores                                                              | Centrocampistas                               | Delanteros                      |
| --------------- | ----------------------------------------------------------------------- | --------------------------------------------- | ------------------------------- |
| Jordan Pickford | Matthijs de Ligt Rúben Dias Raphaël Guerreiro Manuel Akanji Kevin Mbabu | Frenkie de Jong Marten de Roon Bernardo Silva | Memphis Depay Cristiano Ronaldo |

Jugador del Torneo
El Premio al jugador del torneo fue entregado a Bernardo Silva, quien fue elegido por los observadores técnicos de la UEFA.
- Bernardo Silva[12]

Jugador Joven del Torneo
El Premio SOCAR al jugador joven del torneo estaba abierto a los jugadores nacidos el 1 de enero de 1996 o después. El premio fue entregado a Frenkie de Jong, elegido por los observadores técnicos de la UEFA.
- Frenkie de Jong[12]

Trofeo Alipay al Máximo Goleador
El Trofeo Alipay al máximo goleador, otorgado al máximo goleador del torneo en la fase final de la Liga de las Naciones, fue entregado a Cristiano Ronaldo, que marcó un triplete en la semifinal contra Suiza.
La clasificación se determinó utilizando los siguientes criterios: 1) goles en la fase final de la Liga de las Naciones, 2) asistencias en la fase final de la Liga de las Naciones, 3) menos minutos jugados en la fase final de la Liga de las Naciones, 4) goles en la fase de la liga 5) menos tarjetas amarillas o rojas en la fase final de la Liga de las Naciones, 6) menor número de tarjetas amarillas y rojas en la fase de la liga.
| Pos.          | Jugador           | Goles | Asistencias | Minutos |
| ------------- | ----------------- | ----- | ----------- | ------- |
| Primer lugar  | Cristiano Ronaldo | 3     | 0           | 191'    |
| Segundo lugar | Gonçalo Guedes    | 1     | 1           | 101'    |
| Tercer lugar  | Marcus Rashford   | 1     | 0           | 49'     |

Premio SOCAR al Gol del Torneo
El Premio SOCAR al gol del torneo se decidió mediante votación en línea. Un total de cuatro goles estaban en la lista final, elegidos por los observadores técnicos de la UEFA, de dos jugadores: Cristiano Ronaldo (los tres goles contra Suiza) y Matthijs de Ligt (contra Inglaterra). Ronaldo ganó el premio por su segundo gol contra Suiza.
| Pos.          | Goleador          | Oponente   | Puntaje | Resultado   | Ronda     |
| ------------- | ----------------- | ---------- | ------- | ----------- | --------- |
| Primer lugar  | Cristiano Ronaldo | Suiza      | 2–1     | 3–1         | Semifinal |
| Segundo lugar | Cristiano Ronaldo | Suiza      | 3–1     | 3–1         | Semifinal |
| Tercer lugar  | Cristiano Ronaldo | Suiza      | 1–0     | 3–1         | Semifinal |
| Cuarto lugar  | Matthijs de Ligt  | Inglaterra | 1–1     | 3–1 (t. s.) | Semifinal |

Disciplina
Un jugador fue suspendido automáticamente para el próximo partido por recibir una tarjeta roja, que podría extenderse por faltas graves. Las suspensiones por tarjeta amarilla no se aplicaron en las finales de la Liga de Naciones.
Las siguientes suspensiones se cumplieron durante el torneo:
| Jugador        | Infracción                                                               | Suspensión                              |
| -------------- | ------------------------------------------------------------------------ | --------------------------------------- |
| Danilo Pereira | En la fase clasificatoria al torneo vs Polonia (20 de noviembre de 2018) | Semifinal vs Suiza (5 de junio de 2019) |

## Recompensa económica
La recompensa económica fue distribuida según se anunció en marzo de 2018. Además de la tarifa de € 2,5 millones por participar en la Liga de Naciones, los cuatro participantes recibieron 1,5 millones de euros adicionales al ganar sus grupos y calificarse para la Final Four de la Liga de las Naciones.
Además, recibieron, según la clasificación final:
- Ganador: 10.5 millones de euros
- Segundo: 9.0 millones de euros
- Tercero: 8.0 millones de euros
- Cuarto: 7.0 millones de euros

Esto significa que el máximo a lo que aspiraba la selección ganadora era a 10.5 millones de euros.